# Juan Carlos Varela

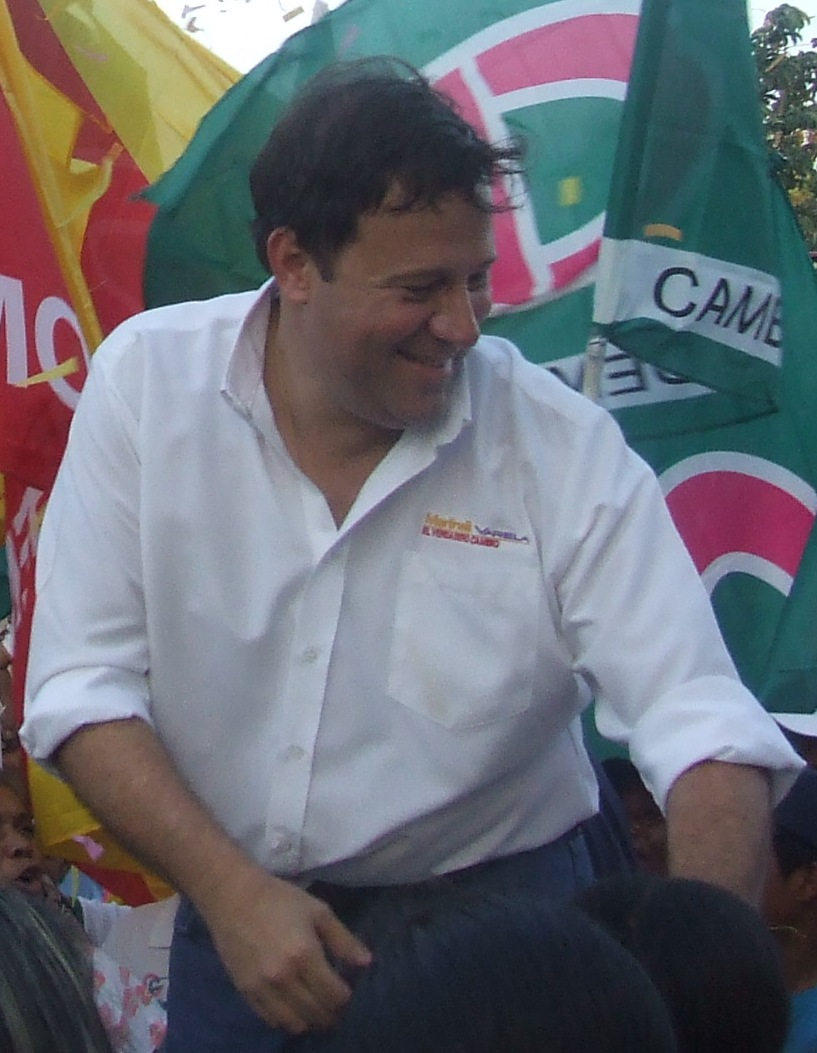
Juan Carlos Varela (2010)

Juan Carlos Varela Rodríguez (* 12. Dezember 1963 in Panama-Stadt) ist ein panamaischer Politiker und war von 2014 bis 2019 Präsident von Panama.

## Biographie
Varela, der aus einer Unternehmerfamilie aus der Provinz Herrera stammt, absolvierte nach dem Besuch der Highschool Colegio Javier ein Studium der Ingenieurwissenschaften am Georgia Institute of Technology, das er als Industrieingenieur abschloss. Nach seiner Rückkehr nach Panama trat er 1985 in das Familienunternehmen Varela Hermanos ein und blieb bis 2008 Vizepräsident des Unternehmens.
Seine politische Laufbahn begann Varela, der der Partido Panameñista angehört, 1994 als stellvertretender Leiter der Wahlkampfkampagne der damals unterlegenen Präsidentschaftskandidatin Mireya Moscoso. 1999 war er Leiter der diesmal erfolgreichen Wahlkampfkampagne von Moscoso. 2006 wurde er schließlich zum Vorsitzenden der Partido Panameñista gewählt, der zweitgrößten Partei des Landes.
2008 wurde Varela zum Kandidaten für die Präsidentschaftswahl im Mai 2009 nominiert. In den Wählerumfragen lag er jedoch deutlich abgeschlagen hinter Ricardo Martinelli, dem Vorsitzenden und Präsidentschaftskandidaten von Cambio Democrático, und Balbina Herrera, Bewerberin der Partido Revolucionario Democrático, zurück. Daraufhin schloss er ein Wahlbündnis mit Martinelli und wurde bei der Präsidentschaftswahl am 3. Mai 2009 als Vizepräsident gewählt, während Martinelli mit mehr als 60 Prozent der Wählerstimmen Präsident Panamas wurde. Am 10. Mai 2009 wurde er von Martinelli außerdem zum Außenminister nominiert.
Am 1. Juli 2009 wurde er als Vizepräsident und Außenminister vereidigt.
Am 1. September 2011 wurde Varela vom Präsidenten Ricardo Martinelli als Außenminister entlassen. Es soll wegen seiner vielen anderen Verpflichtungen diesen Posten vernachlässigt haben. Martinelli forderte ihn auf, auch sein Amt als Vizepräsident niederzulegen. Die Minister für Finanzen und Wohnungsbau traten aus Protest gegen Varelas Entlassung ebenfalls zurück.
Bei der Präsidentschaftswahl vom 4. Mai 2014 setzte sich Varela gegen den Kandidaten José Domingo Arias von der Partei Cambio Democratico durch und wurde für die Amtszeit von 2014 bis 2019 zum neuen Präsidenten Panamas gewählt. Martinelli durfte nach der Verfassung für keine zweite Amtszeit antreten.